# Germán Madroñero López
Germán Madroñero López (n. el 25 de mayo de 1887) fue un militar español que participó en la guerra civil española.

## Biografía
Ingresó en el arma de infantería en 1905. En julio de 1936 se encontraba destinado en el Regimiento de Infantería «Wad-Ras» n.º 1, ostentando el rango de comandante. Tras el estallido de la guerra quedó encuadrado dentro del bando republicano.
El inicio de la contienda le sorprendió en Barcelona como comandante en jefe de la Guardia de Asalto en Cataluña. Días después intervino en el asedio del Alcázar de Toledo; el 18 de septiembre lideró el grupo de asalto norte al mismo aunque, tras ordenar la retirada una vez que se habían producido importantes avances, fue acusado de saboteador —por combatientes como Sixto Agudo— tanto en esa ocasión como en ulteriores operaciones republicanas.
A finales de 1936 asumió el mando de la 17.ª Brigada Mixta en el frente de Madrid, con la cual participó en la batalla del Jarama; se le abrió un expediente por negligencia a raíz de este episodio. Ostentó el mando de la 65.ª Brigada Mixta, muy brevemente; entre marzo y noviembre de 1937 desempeñó la jefatura de la 103.ª Brigada Mixta.
Llegó a alcanzar la graduación de teniente coronel. En abril de 1938 fue nombrado comandante de la 38.ª División del VIII Cuerpo de Ejército. Tomó parte en los combates de la Bolsa de Mérida, durante los cuales mandó una agrupación formada por la 38.ª División. No obstante, sería cesado por el mal desempeño de su unidad.
Fue internado en 1938 por el bando republicano en un campo de trabajo de Almadén hasta el fin de la guerra. Continuó preso bajo la dictadura franquista, condenado a prisión domiciliaria y posteriormente indultado. Según el dictamen del tribunal franquista: «es persona de excelentes antecedentes, afecto al Glorioso Movimiento y desde cuantos destinos tuvo en zona roja actuó con negligencia restando importancia a las actividades del ejército marxista».